# 艾可瑞亞斯
在托爾金（J. R. R. Tolkien）奇幻小說的中土大陸裡，艾可瑞亞斯（Echoriath）或環抱山脈 （Encircling Mountains）是貝爾蘭（Beleriand）北部的山脈。
艾可瑞亞斯是一塊天然的巨大圓石，圍繞著倘拉登谷（Tumladen），谷內有精靈城市貢多林。一個隱蔽山谷是唯一貫穿艾可瑞亞斯的通道，七道閘門守衛著這個峽谷。
諾多精靈（Noldor）的最高君王芬國昐（Fingolfin）在對抗魔苟斯（Morgoth）被殺後，埋葬在貢多林北面的艾可瑞亞斯。